# Sośnie (gmina)
Pour la localité, voir Sośnie.
Sośnie est une gmina rurale du powiat de Ostrów Wielkopolski, Grande-Pologne, dans le centre-ouest de la Pologne. Son siège est le village de Sośnie, qui se situe environ 22 km au sud d'Ostrów Wielkopolski et 115 km au sud-est de la capitale régionale Poznań.
La gmina couvre une superficie de 187,46 km2 pour une population de 6 625 habitants.

## Géographie
| - Plan de la gmina. |

La gmina inclut les villages de Bogdaj, Bronisławka, Chojnik, Cieszyn, Czesławice, Dobrzec, Grabie, Granowiec, Janisławice, Jarnostaw, Kałkowskie, Kąty Śląskie, Kocina, Konradów, Kopalina, Krzyżno, Kuźnica Kącka, Łachów, Lipskie, Mariak, Młynik, Moja Wola, Możdżanów, Pawłów, Piła, Smugi, Sobki, Sośnie, Starża, Surmin, Szklarka Śląska et Żabnik.
La gmina borde les gminy de Kobyla Góra, Krośnice, Międzybórz, Milicz, Odolanów, Ostrzeszów, Przygodzice et Twardogóra.